# Manuel Ventura Figueroa
Manuel Ventura Figueroa Barreiro (Santiago de Compostela, 1708-Madrid, 1783) fue un eclesiástico y político español. Desempeñó un importante papel en la política española del siglo XVIII.

## Biografía
Nació en el Hospital Real (hoy Hotel de los Reyes Católicos) de Santiago de Compostela.
Hombre de confianza del rey Carlos III, fue patriarca de las Indias Occidentales y arzobispo de Laodicea. Tras la caída del conde de Aranda, fue designado gobernador del Consejo de Castilla y de la Cámara de Castilla (1773-1783), entre otros cargos que ocupó a lo largo de su vida.
Fue el delegado efectivo que negoció secretamente en Roma el Concordato de 1753 y es su firma la que aparece en el tratado. Asimismo, fue uno de los fundadores del Banco de San Carlos, precedente del actual Banco de España.
También creó una fundación, la Fundación Figueroa, por la cual ayudaba a su familia y descendientes, tanto en estudios como en otras muchas causas. Dicha fundación, aún activa hoy en día, bajo la supervisión de la Junta de Galicia sirve como nexo de unión entre sus descendientes, entre los que se encuentran Montero Ríos, el conde de Villar de Fuentes y, más recientemente, el escritor Manel Loureiro.